# 李湘生
苏利亚·维查亚（1917年—1984年），本名李湘生，印度尼西亚华人企业家，万隆侨社领袖。

## 生平
1917年，李湘生出生在中国广东省梅县丙村镇的一个贫苦农民家庭，幼年随父亲李鸿发居住在梅县白宫圩。不久后丧父，当时李湘生年仅10岁，全家以母亲肩挑盐担维持生计。中学毕业后加入国军抵抗日军入侵。1938年，其母亲说服其远赴南洋，随“水客”南渡抵达印度尼西亚万隆谋生。起初，他在万隆金隆米店打工。1940年6月30日，李湘生与梁杞缘（来自祖籍梅县松口的望族）结婚。婚后李湘生辞去金隆米店的工作，与妻子在万隆附近的芝明利开设亚弄店（即杂货店）。后来兴办多家纺织厂。1976年，在李湘生倡議下，客家和福建、广州、肇庆和潮州等華族族裔，聯合成立萬隆渤良安福利基金會。1984年6月，李湘生在香港因心脏病复发去世，终年67岁。